# 대한극장 (노래)
《대한극장》은 대한민국의 가수 문현아의 두 번째 디지털 싱글이다. 2016년 11월 4일에 발매되었다. 타이틀곡은 <대한극장 (Memory Lane)>이다.

## 트랙리스트
| #  | 제목                               | 작사           | 작곡           | 편곡                | 재생 시간 |
| -- | ---------------------------------- | -------------- | -------------- | ------------------- | --------- |
| 1. | 〈대한극장 (Memory Lane)〉         | 문현아, 최도은 | 문현아, 최도은 | 디지털 판다, 이해준 | 3:21      |
| 2. | 〈대한극장 (Memory Lane) (Inst.)〉 |                | 문현아, 최도은 | 디지털 판다, 이해준 | 3:21      |

## 평가
아이돌로지의 돌돌말링은 "문현아가 지향하는 감성이 뭔지 조금 알 것 같은 싱글. 편한 재즈곡. 본격 스캣도 한다. 남성중심 로맨틱 및 섹슈얼 가사 과잉인 케이팝 씬에 조금 숨돌릴 틈을 주는 것이 좋다."며 평가하였다. 또한 미묘는 "디테일하게 설정된 인명과 인물 설정이 주는 사실적 질감이 기분 좋은 대조를 보인다."며 평가했으며, 유제상은 "기대했던 것 이상으로 목소리가 팬시하면서 귀여워서 이런 방향으로 가도 좋겠구나 하는 생각이 든다."며 평가하였다.